# 腋枕碱茅
腋枕碱茅（学名：[Puccinellia pulvinata] 错误：{{Lang}}：文本有斜体标记（帮助））为禾本科碱茅属下的一个种。